# シグナス NG-18
NG-18はノースロップ・グラマンのシグナス無人宇宙補給機の18回目の飛行であり、NASAとの商業補給サービス（CRS-2）における17回目の国際宇宙ステーション（ISS）への飛行。このミッションは2022年11月7日に無事打ち上げられた。この打ち上げはCRS-2契約下での7回目のシグナス宇宙船の打ち上げだった。
オービタルATK（現在のノースロップ・グラマン・イノベーション・システムズ）とNASAは共同で、ISSへの商業貨物補給サービスを行うための新しい宇宙輸送システムを開発した。商業軌道輸送サービス（COTS）計画のもと、オービタルATKが中型打ち上げ機のアンタレスと、パートナー企業のタレス・アレーニア・スペースが提供する与圧貨物モジュールと、オービタルGEOStar衛星バスを基にしたサービスモジュールを使用した先進的な宇宙船シグナスの設計、取得、建造および組み立てを行った。

## 来歴
シグナスNG-18は、商業補給サービスフェーズ2のもとで7回目のシグナスのミッションである。ノースロップ・グラマン・イノベーション・システムズは2021年2月23日に、タレス・アレーニア・スペース（イタリア、トリノ）が今後の商業補給サービス2ミッション向けの追加の2機の与圧貨物モジュール（PCM）を製造することになったことを確認した。2機の追加のシグナス宇宙船は、その時点の計画ではNG-18およびNG-19に割り当てられた。
シグナス宇宙船の製造と統合はバージニア州ダレスで行われた。シグナス・サービス・モジュールは打ち上げ場で与圧貨物モジュールと結合され、ミッションはバージニア州ダレスと、テキサス州ヒューストンの管制センターから制御される。

## 宇宙船
このフライトは、拡張シグナスPCMの13回目の飛行である。
この宇宙船は、宇宙に出た初めてのアメリカ人女性にちなんで、宇宙船「サリー・ライド」と名付けられた。

## 飛行
当初、NG-18は2022年11月6日の打ち上げが計画されていた。しかし、ノースロップ・グラマンの管制センターで火災報知器が作動して避難したため、飛行は翌日に延期された。
このミッションは2022年１１が7日に中部大西洋地域宇宙基地から離昇した。約6時間の飛行後、NASAは2基の太陽電池パネルのうち1基が展開に失敗したことを明らかにした。ノースロップ・グラマンは、この状態でも宇宙船がISSに到着することが可能だと報告した。状況評価のあとで、NASAはランデブーは安全だと判断した。宇宙船は11月9日にISSに到着した。

## 積荷目録
シグナス宇宙船には3,707 kg (8,173 lb)の研究機材およびハードウェア、乗員の補給品が搭載されていた。
- 乗組員の補給物資:   1,637 kg (3,609 lb)
- 科学調査:          850 kg (1,870 lb)
- 船外活動装備:      66 kg (146 lb)
- 宇宙船ハードウェア: 1,077 kg (2,374 lb)
- コンピューター資材: 78 kg (172 lb)

## 研究
軌道周回実験室に到着した新しい実験は、将来の科学者や探査者にインスピレーションを与え、研究者に貴重な洞察を提供する。

NASAグレン研究センターの研究
- 固体燃料の着火および消火 - 材料着火および抑制試験 (SoFIE-MIST) 調査では、空気流速、酸素濃度、圧力、および外部放射のレベルなどのパラメーターを変化させることにより、微小重力下での熱アシスト燃焼を調査する[15]。